# Académie de Saint-Luc
L'Académie de Saint-Luc di Parigi era originariamente una confraternita caritatevole associata alla Comunità dei maestri pittori e scultori di Parigi, con la quale finì per fondersi.
Fondata nel 1391, fu rifondata nel 1649 su iniziativa di Simon Vouet, dalla Comunità di pittori e scultori, e dotata di cattedre per far posto agli insegnamenti istituiti nel 1648 con l'Académie royale de peinture et de sculpture.
La Comunità dei pittori e scultori di Parigi fu riformata tra il 1655 e il 1668, poi abolita con le altre comunità di arti e mestieri dall'Editto di Turgot del 1776.
Si ispirava alle corporazioni dell'artigianato artistico che esistevano fin dal Medioevo in Italia, in particolare quella che si chiamava "Compagnia dei pittori fiorentini di San Luca" dal 1339, per esempio, a Firenze, Accademia nazionale di San Luca a Roma dal 1593, o Guilde de Saint-Luc in tutta Europa, tra le altre nelle Fiandre.

## Storia
In Francia, i primi statuti di questa Comunità di pittori e scultori, in 19 articoli, vennero presentati da venticinque pittori (tra cui Colart de Laon e Jean d'Orléans) e cinque scultori (tra cui Jean de Thoiry e Robert Loisel), e redatti il 13 agosto 1391 dal prevosto di Parigi. Furono confermati da lettere patenti di Carlo V, poi di Carlo VII nel 1430, di Enrico III nel 1583 e di Luigi XIII nel 1622.
La fondazione del "Académie de Saint-Luc" come tale fu molto posteriore, e venne realizzata sul modello romano, da Simon Vouet che aveva frequentato l'Accademia nazionale di San Luca a Roma. Professore e pittore di Luigi XIII, formò Le Sueur, Le Brun e Mignard, oltre a maestri di grande successo come François Perrier e Jacques Blanchard.
Nel 1648, su iniziativa del cardinale Mazzarino, fu fondata l'Académie royale de peinture et de sculpture che non cessò di imporre il suo privilegio, che venne formalizzato nel 1664 e nel 1668. Poco dopo, l'ex comunità professionale dei pittori prese anche il nome di "académie", o "Académie de dessin" per lettera patente del giovane Luigi XIV nel 1655. Dieci anni dopo, dovette farsi da parte a favore dell'Académie royale. La creazione dell'Académie royale de peinture et de sculpture diretta da Charles Le Brun, in concorrenza con l'antica organizzazione dei mestieri, fece emergere i migliori pittori e scultori dal loro status di artigiani per conferire loro uno status simile a quello degli ufficiali reali, che diventerà quello di un artista.
Nel 1704, fu nuovamente autorizzata ad esporre, nella cappella di San Sinforiano, che confinava con la chiesa di Saint Germain des Près, e che era stata riparata e abbellita; questa liberalità era integrata da una dichiarazione del 17 novembre 1705, che li autorizzava ad aprire una scuola di disegno e pittura, e a distribuire ogni anno, nel giorno di San Luca, due medaglie d'argento agli studenti che si erano distinti per i loro progressi. L'Académie Saint-Luc organizzava anche dei concorsi, premi e mostre in vari luoghi di Parigi.
Nel 1732, l'Académie Saint-Luc des Artistes de Paris proibì agli artigiani di copiare opere senza autorizzazione.
Nell'Almanach historique et raisonné des architectes, peintres, sculpteurs, graveurs et ciseleurs de Paris, pubblicato nel 1776 da Delalain, l'avviso era scritto da Lebrun: "Questa accademia occupa una casa vicino a Saint-Denis-de-la Chastre dove ha il suo ufficio, in cui dilettanti e stranieri possono vedere i capolavori dei primi artisti francesi, come Le Brun, Le Sueur, Mignard, Blanchard e altri, che sono conservati con cura, così come i capolavori di artisti moderni. Non neghiamo a nessuno questa dolce soddisfazione. Ogni giorno, in una stanza, c'è una scuola pubblica dove i maestri insegnano tutto ciò che riguarda pittura e scultura, prospettiva, architettura e geometria. L'Accademia deve alla carità di cui il marchese de Paulmy la onora, quattro medaglie, di cui due d'oro e due d'argento, che questo stesso generoso signore distribuisce agli studenti che hanno dimostrato nella competizione il maggior talento."
Nel 1776, gli studenti di Saint-Luc si unirono a quelli dell'Académie royale de peinture che, per riceverli, ottenne una seconda sala al Louvre dedicata allo studio dei modelli.
Nel 1777, abolite tutte le comunità commerciali, scomparve, per poi essere ricostituita con la protezione del marchese d'Argenson, che ne era stato protettore dal 1729.

## Mostre
L'Accademia di San Luca espose:
- Nel XVII secolo
- Nel XVIII secolo
- nel 1751, 1752, 1753, 1756, 1762, 1764 e 1774.